# Миранда-ду-Дору
Миранда-ду-Дору (порт. Miranda do Douro, [mi'ɾɐ̃dɐ du 'do(ou)ɾu], мирандск. Miranda de l Douro) — город в Португалии, центр одноимённого муниципалитета в составе округа Браганса. По старому административному делению входил в провинцию Траз-уж-Монтиш и Алту-Дору. Входит в экономико-статистический субрегион Алту-Траз-уж-Монтиш, который входит в Северный регион. Численность населения — 2,1 тыс. жителей (город), 8 тыс. жителей (муниципалитет). Занимает площадь 488,36 км².
Покровительницей города считается Дева Мария. В Миранде-ду-Дору имеется муниципальная библиотека.
Праздник города — 24 июля.

## Расположение
Город расположен в 53 км на юго-восток от адм. центра округа города Браганса.
Муниципалитет граничит:
- на северо-востоке — Испания
- на юго-востоке — Испания
- на юго-западе — муниципалитет Могадору
- на северо-западе — муниципалитет Вимиозу

## История
Город основан в 1136 году, в нём и окружающих населённых пунктах сохраняется мирандский язык — форма астурлеонского, имеющая официальный статус в Португалии.

## Демография
| Численность населения муниципалитета по годам | Численность населения муниципалитета по годам | Численность населения муниципалитета по годам | Численность населения муниципалитета по годам | Численность населения муниципалитета по годам | Численность населения муниципалитета по годам | Численность населения муниципалитета по годам | Численность населения муниципалитета по годам | Численность населения муниципалитета по годам |
| --------------------------------------------- | --------------------------------------------- | --------------------------------------------- | --------------------------------------------- | --------------------------------------------- | --------------------------------------------- | --------------------------------------------- | --------------------------------------------- | --------------------------------------------- |
| 1801                                          | 1849                                          | 1900                                          | 1930                                          | 1960                                          | 1981                                          | 1991                                          | 2001                                          | 2004                                          |
| 7706                                          | 7146                                          | 10 639                                        | 11 272                                        | 18 972                                        | 9948                                          | 8697                                          | 8048                                          | 7707                                          |

## Состав муниципалитета
В муниципалитет входят следующие фрегезии (районы):
1. Конштантин и Сикору (до реформы 2012-2013 годов — отдельные районы Конштантин и Сикору)[3]
2. Дуаз-Игрежаш
3. Женизиу
4. Ифанеш и Парадела (до реформы 2012-2013 годов — отдельные районы Ифанеш и Парадела)[3]
5. Мальядаш
6. Миранда-ду-Дору
7. Паласолу
8. Пикоте
9. Повоа
10. Сендин и Атенор (до реформы 2012-2013 годов — отдельные районы Сендин и Атенор)[3]
11. Силва и Агуаш-Виваш (до реформы 2012-2013 годов — отдельные районы Силва и Агуаш-Виваш)[3]
12. Сан-Мартинью-де-Ангейра
13. Вила-Шан-де-Брасиоза

## Города-побратимы
- Аранда-де-Дуэро, Испания
- Бименес, Испания
- Ортез, Франция